# Djupegyl (Åryds socken, Blekinge, 624475-144743)
Djupegyl är en sjö i Karlshamns kommun i Blekinge och ingår i Bräkneån-Mieåns kustområde.